# The 3rd and the Mortal
The 3rd and the Mortal, aussi écrit The Third and the Mortal, est un groupe norvégien de metal avant-gardiste, originaire de Trondheim. Il est formé en 1992 par Rune Hoemsnes, Finn Olav Holthe, Geir Nilssen, Trond Engum, et la chanteuse Kari Rueslåtten.
Originellement doom metal, ils sont parmi les pionniers du metal gothique, et font partie des premiers groupes (avec The Gathering et Theatre of Tragedy) à avoir systématisé le style atmosphérique, ayant recours aux chants féminins éthérés (avec leur EP Sorrow sorti en 1993 et l'album Tears Laid in Earth en 1994). Tears Laid in Earth devient rapidement un classique du genre et influence des musiciens comme Tuomas Holopainen de Nightwish. 
Après le départ de Kari Rueslåtten en 1995, la chanteuse Ann-Mari Edvardsen rejoint le groupe, et deux albums suivent : Painting on Glass (1996), et le plus expérimental In this Room (1997). Après quatre années d'absences le groupe évoluera vers des horizons électro/rock plus expérimentaux avec Memoirs (2004) avant de séparer en 2005.

## Biographie

### Premières productions (1990-1994)

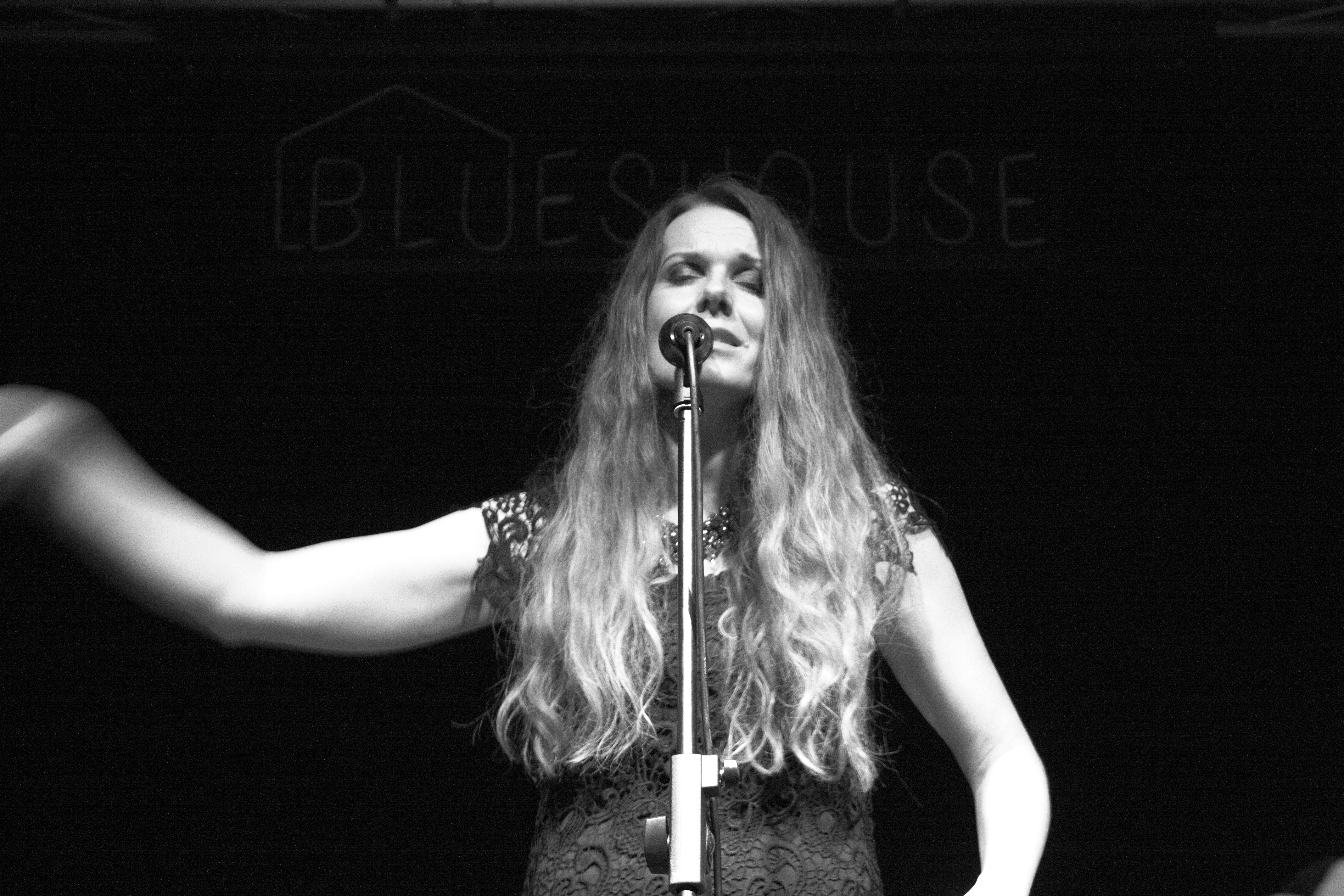
Kari Rueslåtten, première chanteuse et membre fondatrice du groupe, ici en 2016.

En 1990, le batteur Rune Hoemsnes, le guitariste Trond Engum, le guitariste/claviériste Geir Nilsen et le chanteur Terje Buaas forment un groupe de death metal mélodique appelé Nightfall. La même année, la formation fait paraître une première démo éponyme avant de se séparer deux ans plus tard,. En 1992, Les trois instrumentistes forment avec la chanteuse Kari Rueslåtten, alors âgée de dix-neuf ans, The 3rd and the Mortal,. Ensemble ils récoltent leurs idées et essaient de créer un « son unique ». Ils sont rejoint la même année par Finn Olav Holthe à la guitare et par Jarle Dretvik à la basse avec qui ils produisent une démo portant le nom du groupe.
En 1994,  The 3rd and the Mortal signe le label Voices of Wonder et, après avoir enregistré aux Brygga Studio de Trondheim, publie le 17 septembre 1994 leur premier EP Sorrow, qui est considéré par beaucoup comme leur apogée compositionnelle. Il est suivi le 21 octobre par l'album Tears Laid in Earth. Avec ces deux premières productions, le groupe se fait rapidement un nom dans la sphère metal underground norvégienne. Leur musique « inclassables » est alors une combinaison entre du rock progressif, du doom metal, des influences jazz et un recours au chant féminin éthéré qui donne une atmosphère mélancolique aux morceaux. Très rapidement The 3rd and the Mortal devient l'un des groupes pionniers de la scène metal atmosphérique et gothique, et le premier à être dirigé par une chanteuse. Ils seront rejoints par les néerlandais de The Gathering et les norvégiens de Theatre of Tragedy,. Tears Laid in Earth influence de nombreux musiciens comme ceux d'Agalloch, Funeral ou Tuomas Holopainen qui explique que Nightwish « n'existerait pas sans eux »,. Le groupe entreprend une tournée en 1994.

### Départ de Rueslåtten et nouvelles directions musicales (1995-2001)
Malgré le succès au rendez-vous, Rueslåtten quitte le groupe en 1995 afin de se consacrer à sa carrière solo et à ses projets avec le groupe de viking metal Storm, qui s'inspire du folklore norvégien mais qui se dissout le même année,.
The 3rd and the Mortal recrute la chanteuse lyrique Ann-Mari Edvardsen, qui apprend par le biais d'un ami que la formation cherche une nouvelle chanteuse. Celle-ci est recrutée après une jam session sur le morceau qui deviend plus tard le titre Neurosis. Toujours en 1995, le groupe publie l'EP Nightswan qui suit la musique de l'album précédent. Cet EP est promu par le single Stream. Puis le 19 janvier 1996, ils publient Painting on Glass. Avec l'arrivée d'Edvardsen, le son de The 3rd and the Mortal s'éloigne progressivement du monde du rock pour un son plus expérimental et avant-gardiste, se rapprochant de l'électronique et du folk en utilisant des instruments non conventionnels tels que le trombone, le mellotron ou le didjeridoo. Le site AllMusic en conclut : « Comme on pouvait s'y attendre, ce n'est pas vraiment un album de chansons et d'accroches... mais ce qu'il contient est néanmoins très intéressant, en particulier les moments les plus psychédéliques ».
L'album In This Room est publié le 21 mars 1997 et poursuit le son expérimental et atmosphérique de son prédécesseur. Construit sur une « base de synthétiseurs, qui rappelle Portishead », des sonorités jazzy et dissonantes. L'album se vend à plus de 50 000 d'exemplaires dans le monde et reçoit plusieurs critiques positives des magazines Tidens Krav, Aftenposten, Jærbladet, Driva et Hamar Arbeiderblad. Après la sortie de In This Room, Ann-Mari Edvardsen quitte le groupe pour rejoindre, en compagnie de sa sœur Monika (anciennement dans Atrox), Tactile Gemma de Rune Sørgård.
Le groupe est alors inactif pendant quelque temps, ce qui permet au guitariste Trond Engrum et au batteur Rune Hoemsnes de s'occuper de Kane, leur autre groupe. En mai 1999, le bassiste Bernt Rundberget quitte le groupe pour se consacrer à ses études. Il est remplacé par Frank Stavem.

### Dernier album et séparation (2002-2005)

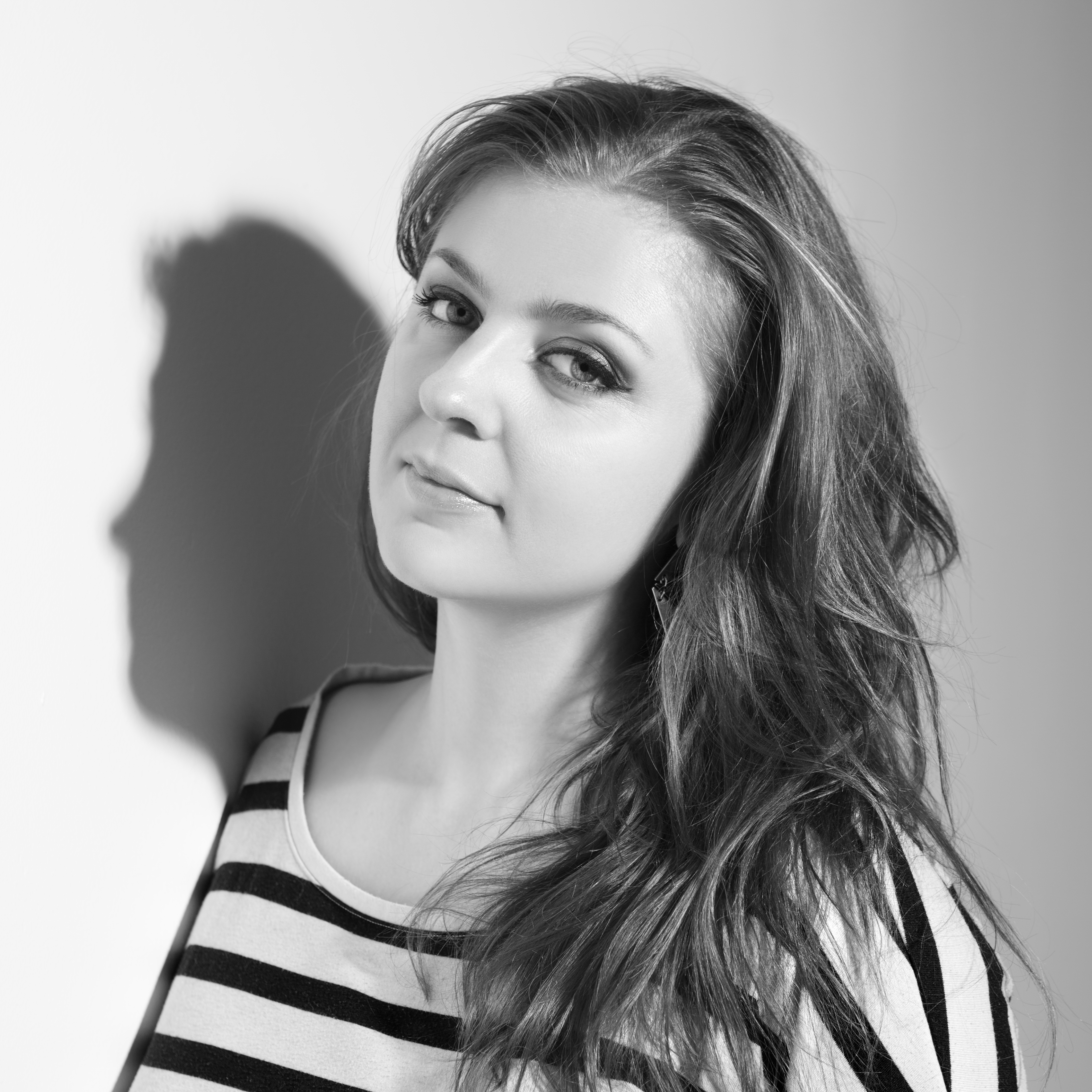
Kirsti Huke prête sa voix à l'album Memoirs.

Après cinq ans d'inactivité à la suite du départ d'Edvardsen, The 3rd and the Morta revient en 2002 avec Memoirs, publié au label Voices Music and Entertainment, un album « enregistré en plusieurs fois sur une période de quatre ans, et cette fois-ci, de nombreux musiciens invités sont présents. Il y a cinq chanteurs différents sur l'album, et plusieurs autres musiciens participent à l'enregistrement en jouant de divers instruments ». Memoirs comprend la participation de la chanteuse Kirsti Huke sur la plupart des morceaux, doublée par Andreas Elvenes sur quelques chansons. La musique de l'album est un mélange de drum'n'bass, trip hop et jazz électronique expérimental. Après la sortie de leur cinquième opus, le groupe se lance dans une mini-tournée à Mexico le 19 juillet 2002, et dans huit dates à travers l'Allemagne et les Pays-Bas entre septembre et octobre 2002 au côté de The Loveless, Autumnblaze et Ewigheim,,.
En mars 2004, le groupe annonce EPs and Rarities,. Il s'agit d'une compilation comprenant les EPs Sorrow et Nightswan et la face B du single Stream, ainsi que des chansons bonus issue de l'album In this Room. En janvier 2005, le groupe publie son dernier album, Project Bluebook: Decade of Endeavour, qui contient trois nouveaux titres, dont une en live, et quatre version live d'anciens morceaux du groupe réarrangés,. The 3rd and the Mortal se sépare la même année.

### Après la séparation et réunion (Depuis 2013)
En 2013, Kari Rueslåtten relance sa carrière musicale, après une pause commencée en 2005, avec une reprise de Why So Lonely (tiré de Tears Laid in Earth (1994)) réarrangé par Tuomas Holopainen de Nightwish au piano et aux claviers. Puis en 2014, elle forme avec Anneke van Giersbergen (ex-The Gathering) et Liv Kristine (ex-Theatre of Tragedy) le supergroupe The Sirens. L'idée du projet débute en 2013, lorsque Kristine rencontre van Gierbergen, au festival Masters of Rock en République tchèque. À cette époque van Gierbergen était en contact avec Rueslåtten, qui reprenait sa carrière musicale,. Elles enregistres ensemble trois chansons et partent en tournée. Une tournée au cours duquel les trois chanteuses interprètent chacune trois chansons de leurs anciens groupe dont The 3rd and the Mortal, et trois titres de leurs répertoires individuels.
En décembre 2024, la formation originale du groupe, comprenant Kari Rueslåtten, annonce se réunir pour toute une série de concerts entre 2025 et 2026 afin « [insuffler] une nouvelle vie à l'EP Sorrow (1994) et au premier album Tears Laid In Earth (1994) »,. Le premier concert a lieu au Midgarsblot Festival 2025 en Norvège,. 

## Style musical
Au début de leur carrière The 3rd and the Mortal font partie des pionniers du metal atmosphérique à avoir recours à une chanteuse au côté des néerlandais de The Gathering et des norvégiens de Theatre of Tragedy. Influencé par le doom metal et par des formations de musique alternative et d'ambiance comme les Cocteau Twins, les Dead Can Dance ou Loreena McKennitt leur « musique cherch[e] avant tout à distiller un climat aérien, cristallin et éthéré » avec « des titres longs de plus de cinq minutes, des rythmes lents à très lents, souvent répétitifs, voire monotones ». Fabien Hein auteur du livre Hard Rock, Heavy Metal, Metal: Histoire, cultures et pratiquants décrit la musique de The 3rd and the Mortal comme « mélodique tout en cherchant à intégrer des harmonies dissonantes à leur musique, [...] [en] combinant des influences provenant de la musique classique et progressive voire celtique ou médiévale » tout en ajoutant que certaines chansons « n'utilisent ni guitare, ni batterie, ce qui n'ôte en rien à la sombre intensité de leurs synthétiseurs et autres échantillonneurs sur lesquels se posent [...] de cristallines voix féminines ».
Avec leur premier EP, Sorrow (1994), la formation mélange la voix « cristalline » de Rueslåtten, avec de la musique acoustique et metal aux harmonies complexes. Le critique de Sputnikmusic.com déclare qu'avec Sorrow « The 3rd and the Mortal a créé tout un univers sonore émouvant et atmosphérique, donnant peut-être naissance à un sous-genre du metal ». C'est avec leur premier long album Tears Laid in Earth (1994) que le groupe impose son style qui influencera par la suite des formations comme The Gathering ou Nightwish. L'opus se démarque alors de la scène doom grâce à l'usage du chant féminin, « [de] sons épurés, [des] atmosphères solitaires et [de] la composition mélodique », ainsi que par son caractère doux, sombre mélancolique, « introspectif et discret »,. Tears Laid in Earth contient également des influences du rock progressif, du post-metal et du jazz.
L'EP Nightswan (1995), est marqué par l'arrivée et les capacités vocales de la chanteuse Ann-Mari Edvardsen. Musicalement, Nightswan continue dans la lignée de son prédecesseur mais avec des percussions plus présentes et des sonorités expérimentales.

## Membres

### Derniers membres
- Rune Hoemsnes - batterie (1992–2005)
- Trond Engum - guitare (1992–2005)
- Geir Nilsen - guitare, claviers (1992–2005)
- Finn-Olav Holthe - guitare acoustique, guitare électrique, claviers (1992–2005)
- Frank Stavem - basse (2002–2005)
- Kirsti Huke - chant (2002–2005)

### Anciens membres
- Jarle Dretvik - basse (1992–1994)
- Kari Rueslåtten - chant (1992–1995)
- Bernt Rundberget - basse (1995–1997)
- Ann-Mari Edvardsen - chant, claviers (1995–1997)

## Discographie

### Albums studio
- 1994 : Tears Laid in Earth
- 1996 : Painting on Glass
- 1997 : In This Room
- 2002 : Memoirs

### Compilations
- 2004 : EPs and Rarities (compilation)
- 2005 : Project Bluebook: Decade of Endeavour (compilation)

### Démos et EPs
- 1993 : The 3rd and the Mortal (démo)
- 1994 : Sorrow (EP)
- 1995 : Nightswan (EP)

### Single
- 1996 : Stream